# På minuten
På minuten är ett underhållningsprogram i Sveriges Radio, som är baserat på BBC:s radioprogram Just a minute. Det är ett tävlingsprogram i improvisationskonst, där regelbrott innebär att anmälaren får fortsätta på det aktuella ämnet. Programmet sänds i Sveriges Radio P1 på lördagar klockan 16:03 och spelas in inför publik. Oftast är inspelningarna förlagda till Sveriges Radios lokaler men ibland sker inspelningarna på Soppteatern på Stockholms stadsteater. 

## Beskrivning
Programmet har formen av en tävling där det gäller för någon i panelen att – utan att bryta mot tävlingens regler – försöka tala i en minut på ett givet ämne. Om någon av de mottävlande tycker sig upptäcka ett regelbrott avbryter han eller hon den talande med hjälp av en ljudlig signal. Programledaren avgör sedan om protesten ska godkännas eller inte. Om protesten godkänns, får den som avbröt överta ämnet och försöka tala den resterande delen av minuten. Vid tveksamma fall kan programledaren tillämpa "folkdomstolen", det vill säga publiken, som får ropa "ja" för den deltagare de tycker har rätt. Den som får starkast bifall får sedan fortsätta tala.
Den som vid programmets slut har samlat ihop flest poäng utses till vinnare, och får ett pris som i allmänhet består av något ätbart.

### Grundregler
De tre grundreglerna som den talande ska följa:
- Inte tveka[1] eller staka sig
- Inte upprepa sig[1]
- Inte lämna ämnet[1]

Senare tillägg till reglerna:
- Inte lämna lokalen[1] (skämtsamt, infört av Lennart Swahn)
- Inte stjäla någons upplägg vad gäller ämnet
- Inte fransa ut i kanten (det vill säga börja fnittra eller skratta)

Borttagen regel:
- Faktafel (borttagen under Ingvar Storms ledning)

En kombination av tvekan och avvikelse från ämnet lanserades av Moltas Erikson som homeopatisk förtunning – en massa ord som inte säger någonting, någonting liknande det Hans Rosenfeldt brukar kalla för "staplande av ord utan inbördes mening".

### Poängberäkning
1 poäng erhålls om man lyckas ta över ett ämne eller om en protest mot en själv avslås. Att avsluta ett ämne ger 2 poäng och att tala i en hel minut ger 3 poäng. På senare tid har reglerna stramats åt och det är ytterst sällan någon lyckas få in en trepoängare.

### Skillnader gentemotJust a Minute
Det brittiska programmet Just a Minute har en lite annorlunda tolkning av reglerna än det svenska:
- Man får upprepa samma ord i olika former hos BBC. Det är till exempel tillåtet att säga "apple" och "apples" i samma runda. Hos Sveriges Radio är det inte tillåtet att säga både "äpple" och "äpplen". Det är dock tillåtet att använda sammansatta ord, exempelvis äpple och äppelpaj.
- Man får upprepa ord från titeln hos BBC. Om ämnet är "Pears" får man säga "I like eating pears. Yours truly also enjoys throwing pears at the chairman". Hos Sveriges Radio får inga ord upprepas – inte ens de som ingår i titeln. Trots detta är "småord" undantagna från upprepningsförbudet, och vad som ska räknas till denna kategori är en återkommande källa till protester och diskussioner.
- Man får inte repetera ord efter att ha blivit avbruten hos BBC. Antag till exempel att någon börjar: "I went to Llangollen one day, when..." och någon avbryter för tvekan. Om domaren underkänner protesten får den ursprunglige talaren inte upprepa orden och måste alltså omformulera det för att kunna avsluta satsen. En lösning kan vara "Arriving in a Welsh city...". Hos Sveriges Radio får man upprepa vad man sagt innan man blev avbruten.
- I den engelska versionen är regeln om avvikelse (deviation) från ämnet mer strikt. Exempelvis är det oftast inte accepterat att avvika från sanningen[förtydliga], logiskt tänkande eller det engelska språkets regler.
- Regeln om att inte stjäla någon annans upplägg av ämnet finns inte i Just a Minute.

## Historik
På minuten sändes första gången 18 februari 1969. Det var en svensk version av BBC:s Just a Minute som startat två år tidigare. Ursprungligen sändes programmet från Malmö, med Herbert Söderström som programledare och en panel bestående av Ulla Akselson, Agneta Prytz, Lasse Holmqvist och Per-Henry Richter.

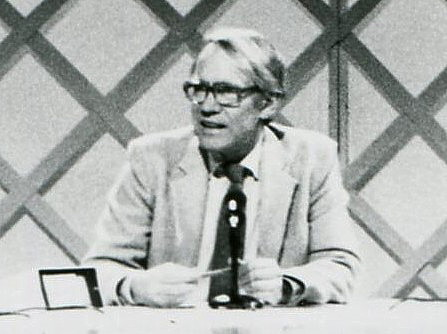
Lennart Swahn, som var programledare för programmet mellan åren 1969-1988.

15 april 1969 flyttades produktionen till Stockholm. Producent blev Ursula Richter. Lennart Swahn tog över som programledare och panelen kom till en början att bestå av Margaretha Krook, Catrin Westerlund, Moltas Erikson och Stig Järrel. Efter Catrin Westerlunds bortgång 1982 ersattes hon av Hans Alfredson.
Efter att ha legat i dvala sedan 1988 väcktes programmet till liv av Erik Blix i ett tiotal sändningar 1994 (under rubriken "60 sekunder") innan Ingvar Storm tog över som programledare 1995. I hans första program bestod panelen av Maja Aase, Fredrik Lindström, Carina Lidbom och Ulf Larsson. Den 20 januari 2018 debuterade Hans Rosenfeldt som programledare med Pia Johansson, Peder Falk, Marie Göranzon och Olof Wretling som medlemmar av panelen.
5 april–14 juni 1975 gjordes sex program för TV, som en del av programmet Nöjeshallen.

### Specialprogram
Genom åren har fyra specialprogram producerats. Det första sändes 23 april 2005 och var ett jubileumsprogram eftersom man då firade tioårsjubileet av det första programmet med Ingvar Storm som programledare. Även 27 mars 2010 sändes ett jubileumsprogram för att högtidlighålla 15 år med Ingvar Storm som programledare. De andra två var valspecial och sändes 3 juni 2006 och med inbjudna politiker. De medverkande den gången var Ylva Johansson, Peter Eriksson, Lars Ohly och Göran Hägglund. Även inför valet 2010 sändes ett valspecial, nämligen den 13 maj. Denna gång medverkade samma panel med skillnaden att Leif Pagrotsky tog Ylva Johanssons plats.

## Produktion och deltagare

### Producent
Den första producenten i Stockholmsversionen av programmet var Ursula Richter. När programmet återuppstod 1995 var Ingvar Storm själv producent, men denna uppgift övertogs efter en tid av Conny Sandberg. Mellan åren 2003 och 2012 var Bibi Rödöö producent, en uppgift som 2012 övertogs av Agneta Ekberg. Idag på 2020-talet är Mette Göthberg för det mesta producent för programmet.

### Panelmedlemmar
Den ursprungliga panelen, under Herbert Söderströms ledning, bestod av Ulla Akselson, Agneta Prytz, Lasse Holmqvist och Per-Henry Richter. Inhoppare var bland annat journalisten Lena Andersson.
Efter flytten till Stockholm kom panelen att bestå av Margaretha Krook, Catrin Westerlund, Moltas Erikson och Stig Järrel. I de första programmen var Olle Pahlin ersättare för Krook. Inhoppare var bland andra Carl-Uno Sjöblom, Carl-Gustaf Lindstedt, Åke Strömmer och Hasse Alfredson. Den senare kom att ta över som ordinarie panelmedlem efter Catrin Westerlunds bortgång 1982. 
Panelmedlemmarna har varierat, under Ingvar Storms ledning bestod den länge av Hans Rosenfeldt, Kajsa Ingemarsson och Pia Johansson med Fredrik Lindström eller David Batra som panelens fjärde medlem.
Från och med 2012 försvann Kajsa Ingemarsson ur panelen och ersattes fram till 2017 av My Holmsten. Sedan Hans Rosenfeldt tog över programmet 2018 har Pia Johansson varit den enda fasta medlemmen, med Olof Wretling som den mest frekvente deltagaren därefter. Även Babben Larsson, David Batra, Fredrik Lindström och Eric Stern har deltagit relativt ofta sedan 2018.
Personer som medverkat som panelister genom åren inkluderar dessutom:
Kattis Ahlström, Morgan Alling, Peter Apelgren, Shirley Clamp, Hanna Dorsin, Susanna Dzamic, Dan Ekborg, Katarina Ewerlöf, Peder Falk, Cecilia Frode, Anna-Charlotta Gunnarsson, Marie Göranzon, Henrik Hjelt, Sissela Kyle, Annika Lantz, Mark Levengood, Helena Lindegren, Tova Magnusson, Adde Malmberg, Petra Mede, Rachel Molin, Doreen Månsson, Maria Möller, Stina Nordberg, Simon Norrthon, Christian Olsson, Hasse Pihl, Vanna Rosenberg, Peter Settman, Helge Skoog, Katrin Sundberg, Sanna Sundqvist, Lennart R Svensson, Mikael Tornving.

### Överdomaren / Notarius Publicus
Överdomartjänsten infördes 2004 i samband med att Conny Sandberg lämnade programmet. 2004–2012 var det programmets producent Bibi Rödöö som innehade rollen. När hon tog över som domare infördes priser i form av olika ätbara (eller oätbara) saker, ofta långväga ifrån. Det har även förekommit priser i form av entimmeslektioner i olika instrument. På senare år har På minutens publik bidragit med många matpriser från resor runt om i världen. Förutom att utse vinnare var det överdomaren som skötte tidtagningen.
I samband med att programmet återigen bytte producent 2012 försvann överdomaren och ersattes av 'Notarius Publicus' som i de flesta program har varit Helge Skoog. Ersättare har varit Jonas Hallberg, Tomas Bolme och Peder Falk. Poängberäkningen sköts dock av programmets producent Agneta Ekberg.

### Enmanzbandet Erland
Malmöproduktionen hade Staffan Åkerbergs kvartett som stod för det musikaliska mellanspelet och signaturen. Under Lennart Swahns ledning fanns inga musikinslag. Ett stående inslag i programmet under Ingvar Storms ledning är Enmanzbandet Erland (tidigare bara Erland) som agerar husband och spelar i halvtidspausen. Bandet består av Erland von Heijne som spelar improviserade melodier på elorgel. von Heijne arbetar annars som tekniker på Sveriges Radio. Då och då ersätts Erland av något av enmansbanden Sibbe, Kettil Medelius eller Hasse Leslie.

### Signaturmelodin
På minuten har under åren haft tre olika signaturmelodier. Malmöversionen av programmet hade Jule Stynes melodi Five minutes more. Under Lennart Swahns ledning fungerade Kai Winding Septet Trombonne Panorama som signaturalbum, närmare bestämt melodin "Lassus Trombone". Under Ingvar Storms ledning har slutet ur The Jones Polka av Spike Jones fungerat som signatur.

### Priser
Priser infördes i programmet 2004. Vinnaren får i regel något ätbart som pris, ofta utifrån en geografisk tematik, exempelvis hjortronsylt från Gnarp eller en delikatesskorg från London.. Vid några tillfällen har priset varit något icke-materiellt, såsom enstaka lektioner i ett musikinstrument..

## Källhänvisningar
1. 1 2 3 4 5 6 7 8 9 10 11 12  "På Minuten i ett nötskal". Sverigesradio.se, 2010-03-04 Läst 11 november 2014.
2. ↑  ”Hans Rosenfeldt ny programledare för På Minuten”. Sverigesradio.se, 2018-01-17 Läst 20 januari 2018.
3. ↑  ”På Minuten 2010-05-13”. sverigesradio.se. (Sveriges Radio - På minuten). https://sverigesradio.se/avsnitt/71855. Läst 10 september 2022.
4. ↑  https://www.sverigesradio.se/artikel/3509414
5. ↑  Sändning från 25 mars 2017.
6. ↑  Sändning från 28 dec 2016.
7. ↑  https://www.sverigesradio.se/artikel/3509414